# 渡邉音宇
渡邉 音宇（わたなべ ねね、1997年11月25日 - ）は、日本のグラビアアイドル。東京都出身。株式会社YScompanyに所属

## 来歴・人物
- 法学部出身[1]。

## 出演

### TV番組
- 爆笑問題のシンパイ賞!! （2020年2月20日、テレビ朝日）[2]
- フジテレビ「世界法廷ミステリー　罪からの逃亡者」再現VTR 犯人の娘ミヒャン役 (2022)
- 「華丸大吉＆千鳥のテッパンいただきます！」再現VTR　(2020)
- 「まさかの一丁目一番地」再現VTR もぐもぐさくらさん役 (2023)
- 日本テレビ「踊る！さんま御殿!!」再現VTR 高校生役 (2023)
- TOKYO MX「バラいろダンディ」(2024年2月21日)

【モデル】
ロン・都　ファッションモデル (2012)
シンガポール雑誌 「Feeling」 (2012)
楽天　ファッションモデル (2012)
EMU TOKYO COLLECTION　出場 (2012)
東京理科大 学校紹介 PV (2012)
国際紅白 x Global Girls Collection　審査員特別賞受賞 (2015.12)
oAno Festival Vol.1 (2017.11)
oAno Festival Vol.2 モデル・タレント部門３位 (2017.11)
FRIDAY 女子大生図鑑掲載 (2019)
東洋交通株式会社 (2020・2023)
ジャパニアス株式会社 (2021・2022・2023・2024)
華雅苑　モデル (2021・2022・2023)
千寿製薬 (2021)
三和交通統括本部 (2022)
株式会社トレジャーファクトリー (2023)
株式会社エージェントゲート (2023)

## 作品

### イメージビデオ
- ねねと、いっしょに（2021年2月21日、スパイスビジュアル）

- ねねと、ひとなつ（2021年6月25日、スパイスビジュアル）
- ねねと、こいする？（2021年10月29日、スパイスビジュアル）